# مونیا دانیشوسکی
مونیا دانیشوسکی (انگلیسی: Monja Danischewsky؛ ۲۸ آوریل ۱۹۱۱ – ۱۶ اکتبر ۱۹۹۴) یک تهیه‌کننده و فیلم‌نامه‌نویس بود.

## فیلم‌شناسی

### نویسنده
- Undercover (۱۹۴۳)
- Bitter Springs (۱۹۵۰)
- The Galloping Major (1951)[۱]
- ملاقات آقای لوسیفر (۱۹۵۳)
- The Love Lottery (۱۹۵۴) (دیالوگ و فیلم‌نامه)
- Rockets Galore! (1957)[۲]
- جنگ زن و مرد (۱۹۵۹)[۳]
- Two and Two Make Six (۱۹۶۲)
- Topkapi (۱۹۶۴) (فیلم‌نامه)[۴]
- Mister Moses (۱۹۶۵)
- That Lucky Touch (۱۹۷۵) (اقتباس)

### تهیه‌کننده
- ویسکی به وفور! (۱۹۴۹) (دستیار تهیه‌کننده)
- The Galloping Major (1951)
- ملاقات آقای لوسیفر (۱۹۵۳)
- The Love Lottery (۱۹۵۴)
- جنگ زن و مرد (۱۹۵۹)
- Two and Two Make Six (۱۹۶۲)